# José Molina
Artikeln följer den spanska namnseden; faderns efternamn är Molina och moderns efternamn Matta.
José Benjamin Molina Matta, född den 3 juni 1975 i Bayamón, är en puertoricansk före detta professionell basebollspelare som spelade 15 säsonger i Major League Baseball (MLB) 1999 och 2001–2014. Molina var catcher.
Molina spelade för Chicago Cubs (1999), Anaheim Angels/Los Angeles Angels of Anaheim (2001–2007), New York Yankees (2007–2009), Toronto Blue Jays (2010–2011) och Tampa Bay Rays (2012–2014). Han var känd som en duktig catcher defensivt. Totalt spelade han 947 matcher i MLB, med ett slaggenomsnitt på 0,233, 39 homeruns och 223 RBI:s (inslagna poäng). Han var med och vann World Series två gånger, med Angels 2002 och med Yankees 2009.

## Karriär

### Major League Baseball

#### Chicago Cubs
Molina draftades 1993 av Chicago Cubs som 390:e spelare totalt och redan samma år gjorde han proffsdebut i Cubs farmarklubbssystem. Efter flera år i farmarligorna debuterade han i MLB för Cubs den 6 september 1999. Året efter spelade han enbart för Cubs högsta farmarklubb Iowa Cubs och efter säsongen släpptes han av Cubs.

#### Anaheim Angels/Los Angeles Angels of Anaheim
Inför 2001 års säsong skrev Molina på för Anaheim Angels, där hans bror Bengie var förstahandsvalet som catcher, men han tillbringade huvuddelen av den säsongen och nästa i Angels högsta farmarklubb Salt Lake Stingers. Han var dock med när Angels vann World Series 2002.
2003 var första säsongen som Molina inte spelade i farmarligorna alls och han hade nu etablerat sig som Angels andrahandscatcher efter brodern Bengie. Han var kvar i den positionen 2004 och 2005 (då klubben bytte namn till Los Angeles Angels of Anaheim). Inför 2006 års säsong lämnade brodern klubben och Molina fick chansen som förstahandscatcher, men hans svaga prestationer som slagman gjorde att den platsen övertogs av rookien Mike Napoli.
I slutet av juli 2007 trejdade Angels Molina till New York Yankees i utbyte mot Jeff Kennard.

#### New York Yankees
I Yankees var Molina andrahandsvalet som catcher bakom Jorge Posada. Molina blev free agent efter 2007 års säsong, men skrev på ett tvåårskontrakt med Yankees. Han fick mer speltid 2008 efter en skada på Posada, även efter det att Yankees skaffat Iván Rodríguez för att ersätta Posada, och satte nytt personligt rekord genom att delta i 100 matcher under säsongen. Den 21 september 2008 blev Molina historisk genom att slå gamla Yankee Stadiums allra sista homerun.
Molina var 2009 tillbaka i rollen som andra catcher för Yankees efter Posada. Han vann sin andra World Series-titel den säsongen och blev därefter free agent.

#### Toronto Blue Jays

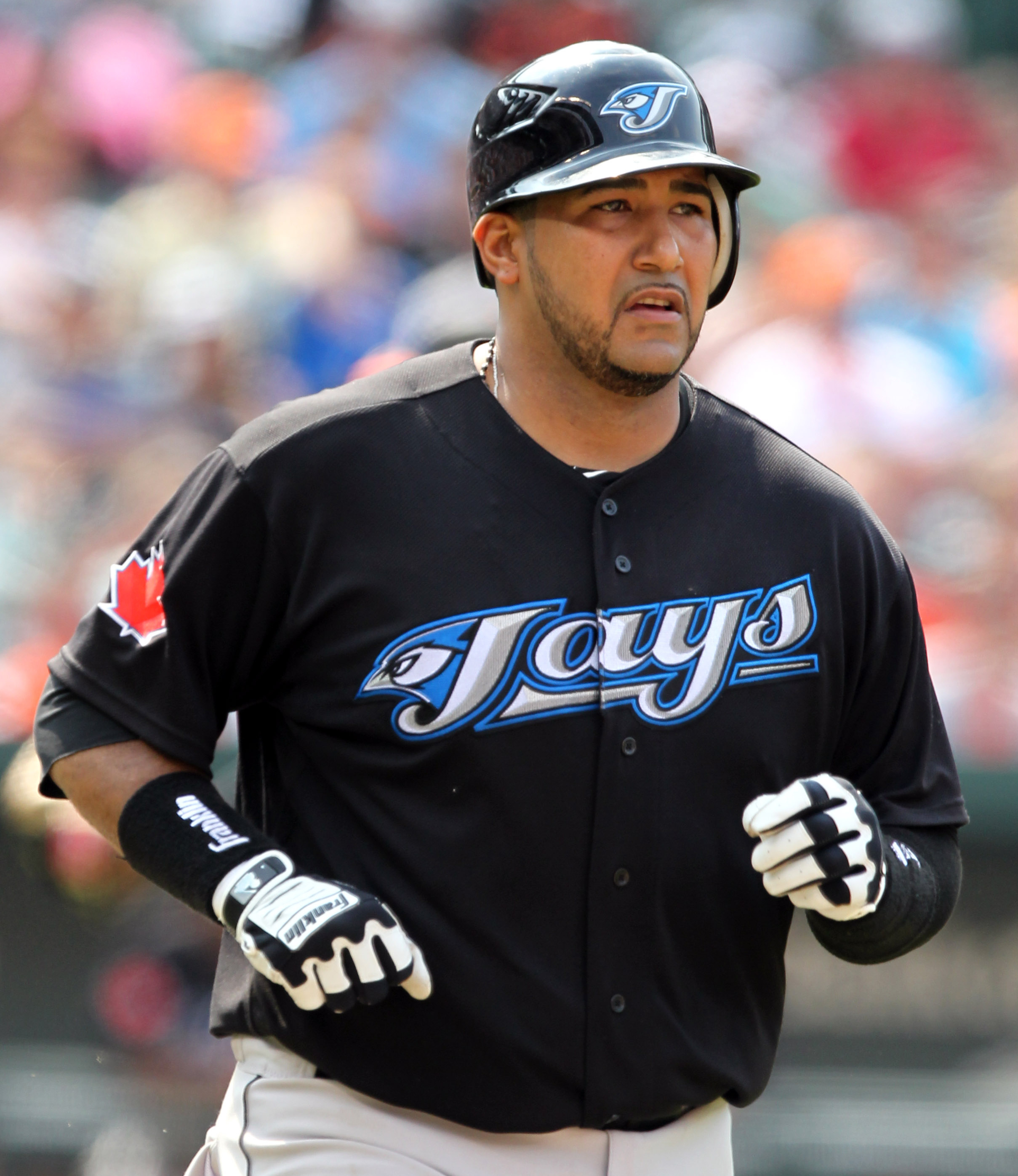
Molina i Toronto Blue Jays dräkt 2011.

Inför 2010 års säsong skrev Molina på ett ettårskontrakt med Toronto Blue Jays som innehöll en möjlighet till förlängning med ett år till. Han blev reserv till John Buck och spelade tillräckligt bra för att Blue Jays ville utnyttja möjligheten att förlänga kontraktet. 2011 var det i stället J.P. Arencibia som var klubbens förstahandsval som catcher. Molina blev free agent efter säsongen.

#### Tampa Bay Rays
Molinas nästa klubb blev Tampa Bay Rays, som han skrev på ett ettårskontrakt med inför 2012 års säsong, återigen med en möjlighet till ett års förlängning. Han delade catcherjobbet med José Lobatón och Chris Gimenez och satte nytt personligt rekord med 102 matcher. Han nådde även karriärens högsta antal homeruns (8) och RBI:s (32). Rays utnyttjade möjligheten till kontraktsförlängning och under 2013 års säsong delade Molina och Lobatón speltid som klubbens catcher.
Efter säsongen blev Molina free agent, men han skrev på för Tampa Bay igen, ett tvåårskontrakt värt 4,5 miljoner dollar. Hans offensiva spel som reserv till Ryan Hanigan under 2014 lämnade dock en hel del i övrigt att önska – på 80 matcher hade han ett slaggenomsnitt så lågt som 0,178, inga homeruns och tio RBI:s. Efter säsongen släpptes han av Rays trots att ett år återstod av kontraktet.
I början av 2015 rapporterades det att Molina behövde genomgå en knäoperation. Han spelade dock aldrig någon mer match som proffs.

### Internationellt
Molina representerade Puerto Rico vid World Baseball Classic 2013, när Puerto Rico kom tvåa i turneringen. Han spelade två matcher och hade inga hits på tre at bats.

## Efter karriären
Molina började 2016 arbeta för sin gamla klubb, som då bytt namn till Los Angeles Angels, med att hjälpa klubbens catchers i farmarligorna. Efter tre år befordrades han till catchertränare för Angels i MLB, men efter 2021 års säsong fick han inte förnyat förtroende.

## Övrigt
Molina har två bröder som också spelat som catcher i MLB – Bengie och Yadier. De tre bröderna är den enda brödratrion i MLB:s historia där alla vunnit World Series.